# Robert Dißmann

Robert Dißmann

Robert Dißmann (* 8. August 1878 in Hülsenbusch; † 30. Oktober 1926 auf der Columbus im Atlantik) war Gewerkschaftsfunktionär, Politiker und Mitbegründer der USPD.

## Leben
Der gelernte Maschinenbauer Dißmann war seit 1897 Mitglied der SPD und des Deutschen Metallarbeiter-Verbands (DMV). Von 1900 bis 1908 war Robert Dißmann, der als effektiver Organisator galt, hauptamtlicher Geschäftsführer des DMV, zuerst für Elberfeld-Barmen, dann für Frankfurt am Main. Von 1908 bis 1912 war er Parteisekretär in Hanau, anschließend bis 1917 in Frankfurt. 1913 kandidierte er auf dem SPD-Parteitag als Vertreter der Parteilinken für den Vorstand, unterlag aber knapp.
Gegen die Haltung der SPD-Führung im Ersten Weltkrieg und der Mehrheit der Partei stand er in Opposition zur Bewilligung der Kriegskredite und zur Burgfriedenspolitik. 1917 gründete er mit anderen die Unabhängige Sozialdemokratische Partei Deutschlands (USPD) und war bis 1919 ihr Bezirkssekretär in Frankfurt. Ab Oktober 1919 wurde er zu einem von drei gleichberechtigten Vorsitzenden des DMV gewählt (neben Alwin Brandes von der USPD und Georg Reichel von der SPD).
Die Wahl von Dißmann und seines Kollegen Alwin Brandes in den DMV-Vorstand war Anzeichen einer Linkswende innerhalb des Verbandes, in der die USPD-Fraktion die Macht übernahm. Hintergrund waren die Auseinandersetzungen um die Burgfriedenspolitik während des Ersten Weltkrieges, die der DMV zunächst voll unterstützte. Bereits während des Krieges bildete sich jedoch in der Metallarbeitergewerkschaft eine starke Oppositionsbewegung, die nach der Novemberrevolution die Mehrheit stellte. Größte Kritiker der Burgfriedenspolitik waren dabei einerseits Dißmann, andererseits der Branchenleiter der Berliner Dreher Richard Müller. Während Müller und seine Genossen, die Revolutionären Obleute, eine Orientierung des Verbandes auf den Rätesozialismus forderten und 1919 ein Bekenntnis des DMV zum Rätesystem durchsetzen konnten, wollte Dißmann eher ein Anknüpfen an die klassenkämpferische Tradition der Vorkriegssozialdemokratie und entwickelte sich später zu einem entschiedenen Gegner des Rätesystems.
Dißmann konnte sich mit dieser Politik durchsetzen. Die Fraktion der Rätesozialisten wurde zurückgedrängt, Richard Müller seines Amtes als Schriftleiter der DMV-Verbandszeitung enthoben. Mit dem Zerfall der USPD 1920 engagierten sich Müller und die Rätesozialisten in der KPD und bauten innerhalb des DMV eine Kommunistische Fraktion auf, Dißmann blieb in der Rest-USPD und kehrte 1922 mit dieser in die SPD zurück, wo er einer der führenden Vertreter des linken Parteiflügels war. Im Gegensatz zur USPD kam es jedoch im DMV nicht zu einer Spaltung des Verbandes.
1920 wurde Dißmann in den Reichstag gewählt, dem er bis zu seinem Tod angehörte. Dißmann starb 1926 auf der Rückreise von Detroit, wo er an einem internationalen Metallarbeiterkongress teilgenommen hatte, auf dem Schiff Columbus an Herzversagen.

## Ehrungen
In Frankfurt-Sossenheim ist eine Straße sowie die umgebende Siedlung nach Robert Dißmann benannt.